# Бой при Райхенбахе

Вид на Пайлау и Совьи горы столетней давности

Бой при Райхенбахе (нем. Schlacht bei Reichenbach) — сражение у города Райхенбах (ныне город Дзержонюв в Польше), состоявшееся 16 августа 1762 года. Стало одним из последних событий Семилетней войны, во время которого войска прусского короля Фридриха II легко отбили вялую попытку австрийцев под началом фельдмаршала Дауна прорвать блокаду крепости Швейдниц, последнего австрийского опорного пункта в Силезии.

## Накануне сражения
Проиграв битву при Буркерсдорфе, Даун отступил со своей армией за Совьи горы (нем. Eulengebirge, польск. Góry Sowie, чешский: Soví hory в Средних Судетах), где он не имел и не мог иметь сообщения с осаждаемым пруссаками Швейдницем. Фридрих рассчитывал на то, что австрийцы сделают попытку прорвать блокаду: независимо от реальных шансов на успех, Даун должен пойти на это, хотя бы для того, чтобы показать своим критикам, что он сделал всё, что мог (далеко не все в Вене восхищались полководческими талантами «австрийского Фабия Кунктатора»). Ожидая австрийцев, Фридрих, которого накануне покинул русский корпус генерала Чернышёва, усилил своё войско 8 тысячным корпусом герцога Бевернского, присоединившимся к его армии у Пайлау (нем. Peilau, он же Гнаденфрай (нем. Gnadenfrei) ныне Пилава Гурна (польск.Piława Górna)в Польше). Все силы, которые можно было отвлечь с осады, Фридрих расположил клином, остриё которого упиралась в Райхенбах. На левом фланге, между Пайлау и горой Фишерберг (нем. Fischerberg, польск. Rybia Góra) стоял герцог Бевернский, на правом фланге, у Петерсвальдау (нем. Peterswaldau, ныне Пешице (польск. Pieszyce)находился генерал Мёлендорф с 10 батальонами. Генерал Вернер с 30 эскадронами кавалерии, занимавший позицию к югу от Петерсвальдау, поддерживал сообщение между флангами, и, наконец, Цитен с 43 эскадронами охранял горные проходы в тылу, на случай попытки обхода. Сам король имел свою ставку на правом фланге.

## Ход сражения
15 августа австрийские войска (приблизительно 48 тысяч человек) заняли позицию у горы Зильберберг (нем. Silberberg, польск. Srebrna Góra), в два часа ночи началось наступление австрийцев на левый фланг прусской армии. Австрийцы шли 3 колоннами, под началом Ласси, генерала Одонеля фон Шёнвальде и Лаудона. Авангард австрийцев возглавлял генерал Брентано. Смяв передовые посты пруссаков, австрийцы сделали в полдень привал, затем продолжили наступление. В три часа пополудни они были остановлены артиллерийским и ружейным огнём с горы Фишерберг. В то время, как австрийские и прусские артиллеристы вели свою дуэль, Ласси слева и генерал Бек справа обошли Фишерберг и ударили по позициям герцога Бевернского с тыла и флангов. В этот самый момент, около 17:30, Даун, наблюдавший за ходом сражения с возвышенности у Хабендорфа, отдаёт приказ прекратить атаку на Фишерберг. Приказ был отдан, поскольку Даун получил известие о подходе к месту сражения большого прусского отряда. Подошедшие прусские силы (кавалерия генерала Вернера и 9 батальонов пехоты генерала Мёлендорфа с 16 орудиями) атаковали левое крыло австрийцев. Австрийская кавалерия была опрокинута в реку Пайле, левый фланг начал отступать, по условиям горной местности австрийцам не удалось вовремя переправить туда подкрепления. В итоге, Даун отдал приказ об общем отступлении к исходной позиции.

## Итоги сражения
Потери обеих сторон были приблизительно равными: около тысячи человек у пруссаков, чуть больше тысячи у их противника. Фридрих не преследовал австрийцев, утром 17 августа обе стороны находились на тех же позициях, что и накануне боя, но, ещё до полудня, прусская разведка донесла, что австрийцы начинают отход. Тем самым, судьба Швейдница была окончательно решена: 5 недель спустя после описываемых событий защитники крепости капитулировали.